# Stanisław Alot
Stanisław Adam Alot (ur. 16 listopada 1950 we Wrocławiu) – polski nauczyciel, działacz związkowy, opozycjonista w okresie PRL, w latach 1998–1999 prezes Zakładu Ubezpieczeń Społecznych.

## Życiorys
W 1976 ukończył filologię polską w Wyższej Szkole Pedagogicznej w Rzeszowie. Później odbył studia podyplomowe z wypoczynku i turystyki na krakowskiej AWF.
Od 1976 do 1981 był nauczycielem w Zespole Szkół Mechanicznych w Rzeszowie. W 1980 wstąpił do „Solidarności”, był przewodniczącym sekcji regionalnej oświaty i wychowania „S” oraz delegatem na I KZD w Gdańsku. Po wprowadzeniu stanu wojennego internowany od 13 grudnia 1981 do 29 kwietnia 1982. Po zwolnieniu nałożono na niego zakaz nauczania w szkołach średnich, od 1982 do 1990 pracował w jednej z rzeszowskich szkół podstawowych. Kontynuował działalność opozycyjną m.in. w ramach dystrybucji wydawnictw podziemnych.
W 1989 zaangażował się w działalność regionalnego Komitetu Obywatelskiego w Rzeszowie. W 1990 został sekretarzem zarządu regionu „Solidarności”, w 1992 wszedł w skład Komisji Krajowej związku, pełniąc funkcję sekretarza prezydium KK. Jako jeden z najbliższych współpracowników Mariana Krzaklewskiego został sekretarzem Akcji Wyborczej Solidarność, bez powodzenia kandydował z ramienia AWS w wyborach w 1997.
W styczniu 1998 objął stanowisko prezesa Zarządu Ubezpieczeń Społecznych, zajmował je do 8 października 1999. Krytykowany był za ujawniony w wyniku przeprowadzonej kontroli brak prawidłowo prowadzonej księgowości w ZUS i problemy z systemem informatycznym. Po odwołaniu był m.in. prezesem spółki wydającej „Tygodnik Solidarność” i dyrektorem przedsiębiorstwa Tel-Energo.
W 2012 odznaczony Krzyżem Wolności i Solidarności. W 2018 wygrał 108. edycję teleturnieju Jeden z dziesięciu.